# Anna Richardson

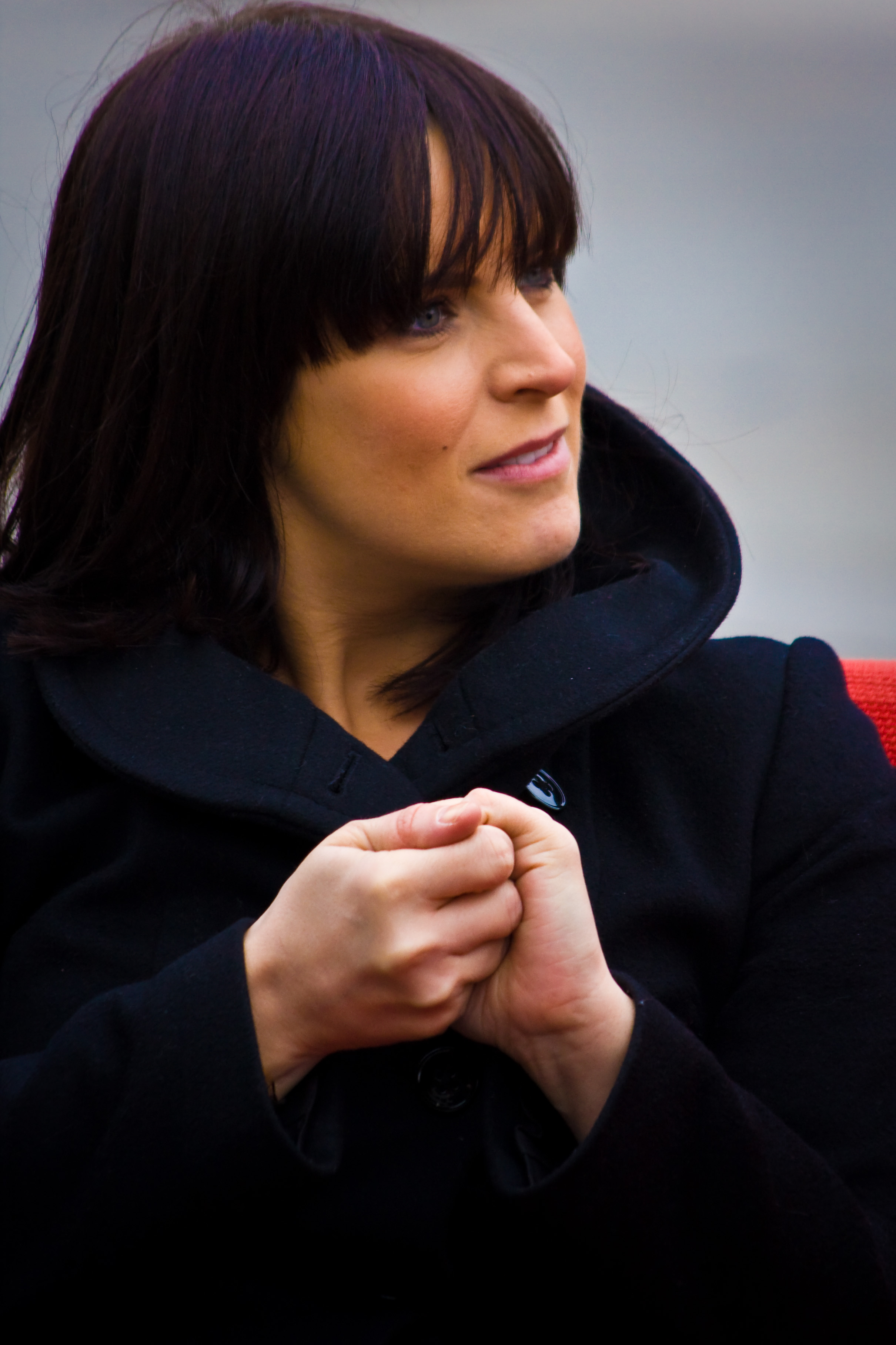
Anna Richardson (2009)

Anna Clare Richardson (* 27. September 1970 in Wellington, Shropshire) ist eine britische Moderatorin und Journalistin.

## Leben
Anna Richardson wuchs als Tochter eines Lehrer-Ehepaares in Wellington in der Grafschaft Shropshire auf, wo sie auch ihr Abitur absolvierte.
Sie wurde vor allem als Moderatorin im britischen Fernsehen bekannt. Seit Mitte der 1990er-Jahre moderierte sie zahlreiche Fernsehshows wie beispielsweise Supersize vs. Superskinny, Secret Eaters, Changing Room, Loose Women, The Big Breakfast oder Naked Attraction. Sie ist vorrangig für den Fernsehsender Channel 4 tätig. Sie moderierte auch mehrmals Talkshow-Formate, wo sie zahlreiche Prominente wie beispielsweise Arnold Schwarzenegger interviewte. Gelegentlich tritt sie auch als Schauspielerin vor der Kamera in Erscheinung. Sie ist zudem als Drehbuchautorin und Produzentin für Fernsehformate tätig.
Anna Richardson hat keine Kinder. Sie war von 1996 bis 2014 mit dem Fernsehproduzenten Charles Martin liiert. Anschließend lebte sie von 2014 bis 2021 mit der Schauspielerin und Komikerin Sue Perkins in einer Beziehung.